# Disphragis caluna
Disphragis caluna är en fjärilsart som beskrevs av William Schaus 1906. Disphragis caluna ingår i släktet Disphragis och familjen tandspinnare. Inga underarter finns listade i Catalogue of Life.